# Anas Al-Zboun
Anas Al-Zboun (5 aprile 1979) è un ex calciatore giordano, di ruolo attaccante.

## Carriera

### Nazionale
Ha debuttato in Nazionale il 17 agosto 2002, nell'amichevole Giordania-Kenya (1-1). Ha messo a segno la sua prima rete con la maglia della Nazionale il 5 settembre 2002, in Siria-Giordania (1-2 dts), siglando la rete del definitivo 1-2 al minuto 118. Ha partecipato, con la Nazionale, alla Coppa d'Asia 2004. Ha collezionato in totale, con la maglia della Nazionale, 40 presenze e 10 reti.